# Strongfield
Strongfield es un pueblo canadiense situado en la provincia de Saskatchewan.

## Superficie
Strongfield tiene una superficie de 0,65 km².

## Demografía
En 2021, tenía 55 habitantes, una densidad poblacional de 85,2 hab./km², y 29 viviendas.